# Karl III. (Ostfrankenreich)
Karl III. (* 839; † 12. Januar 888 in Neudingen) aus dem Adelsgeschlecht der Karolinger war von 876 bis 887 ostfränkischer König, von 879 bis 887 König von Italien, ab 882 König der Baiern, von 885 bis 888 westfränkischer König und von 881 bis 888 römischer Kaiser.
Karl war der letzte karolingische Herrscher, der ehelich geboren wurde. Er vereinigte ab 885 für die Dauer weniger Jahre letztmalig West- und Ostfränkisches Reich, in etwa dem Umfang, wie es unter seinem Urgroßvater Karls dem Großen bestanden hatte.

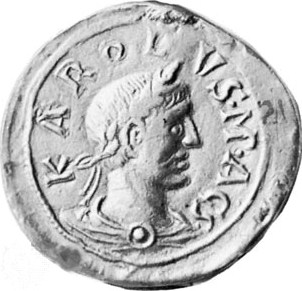
Siegel Karls III.

## Leben

### Herkunft und Jugend
Karl wurde 839 als dritter und jüngster Sohn Ludwig II. (des Deutschen) († 876), König des Ostfrankenreiches, und Urenkel Karls des Großen geboren. Die Mutter war Königin Hemma († 876) aus dem Geschlecht der Welfen, Tochter des Grafen Welf I. und damit Schwester der Kaiserin Judith. Seine Brüder waren Ludwig III. (der Jüngere) († 882), König der Franken, Sachsen und in Teilen Lothringens und Karlmann († 880), König in Baiern und Italien. Drei seiner Schwestern waren Äbtissinnen, über die vierte Schwester, Gisela, ist nichts bekannt. Hildegard wurde zunächst Äbtissin des Klosters Schwarzach. 853 übernahm sie die Leitung von St. Felix und Regula in Zürich. Dort starb sie bereits im Dezember 856. Die jüngste Schwester, Bertha, übernahm in der Nachfolge ihrer Schwester 853 das Kloster Schwarzach und 857 auch das Zürcher Kloster bis zu ihrem Tod 877. Die dritte Tochter Irmingard ist in zeitgenössischer Überlieferung Inhaberin des Klosters Buchau am Federsee und nach späteren Quellen auch von Kloster Frauenchiemsee.
Es besteht die Vermutung, dass Karl III. an Epilepsie litt und sein Gesundheitszustand sich im Laufe der Zeit verschlechterte. Aus seiner Jugend wird ein Vorfall von „dämonischer Besessenheit“ überliefert, bei dem er Schaum vor dem Mund gehabt haben soll, bevor er zum Altar der Kirche gebracht wurde.
Karl heiratete 862 Richardis, Tochter des elsässischen Grafen Erchanger aus der Familie der Alaholfinger. Die Ehe blieb kinderlos, allerdings hatte er mit einer anderen Frau einen außerehelichen Sohn, Bernhard (* 876; † 891 oder 892, ermordet).
Sein wichtigster politischer Berater war Liutward von Vercelli.

### Name
Die Bezeichnung „Karl der Dicke“ (lateinisch Carolus Crassus) ist nicht zeitgenössisch und wurde erstmals vom Annalista Saxo im 12. Jahrhundert verwandt. Es gibt keinen zeitgenössischen Hinweis auf Karls Körperfülle, aber der Spitzname hat sich durchgesetzt und ist in den meisten europäischen Sprachen gebräuchlich (französisch Charles le Gros, italienisch Carlo il Grosso, englisch: Charles the Fat). Die Zählweise als „Karl III.“ dagegen ist zeitgenössisch. Regino von Prüm, ein Zeitgenosse, der Karls Tod verzeichnete, nennt ihn „Kaiser Karl, Dritter dieses Namens und dieser Würde“.

### Regierung in Alemannien 859–879
Die 860er Jahre waren krisenreiche Jahre im Ostfrankenreich. Es kam zu einem Aufstand von Karls Bruder Karlmann in Baiern, dem sich wohl auch die anderen Brüder anschlossen. Dies führte zur Teilung des Ostfrankenreichs von 865: Karl erhielt sein Teilreich in Alemannien und Churrätien, weiter sollte Lotharingien zwischen ihm und Karlmann aufgeteilt werden.
Als 875 Kaiser Ludwig II., König von Italien, starb, entsandte Ludwig II. (der Deutsche) ein Heer unter Karl und Karlmann, um die Königswürde für Karlmann in Italien gegen den Westfränkischen König Karl II. (den Kahlen) durchzusetzen, was jedoch erfolglos blieb.
Nach dem Tod ihres Vaters, Ludwig II. (des Deutschen) 876, erneuerten die drei Brüder die Teilung des Ostfrankenreichs von 865 und vermieden weitere Auseinandersetzungen um das Erbe.

### Machtübernahme in Italien und erste Regierungsjahre
Karl profitierte in den folgenden Jahren von dem genealogischen Zufall, dass alle übrigen Familienmitglieder der Karolinger verstarben, ohne regierungsfähige Erben zu hinterlassen. Nach und nach erbte er das komplette Frankenreich etwa in den Grenzen, wie es sein Urgroßvater, Karl der Große, besessen hatte. Im Einzelnen waren das:
- 880 das Erbe seines Bruders Karlmann: Königreich Italien
- 882 das Erbe seines Bruders Ludwig III.: Franken, Thüringen, Sachsen ein Teil Lotharingens und Baiern. Letzteres hatte er 880 von Karlmann geerbt.
- 884 das Erbe des westfränkischen Königs Karlmann: Westfrankenreich

Karl unterhielt recht gute Beziehungen zu Papst Johannes VIII. Im Süden bedrohten Sarazenen die Besitztümer des Papstes. Dieser wandte sich 879 an Karl, der noch im gleichen Jahr mit seinem Heer über die Alpen zog, sich vom italienischen Hochadel als König bestätigen ließ und von Johannes VIII. in Ravenna zum König von Italien gekrönt wurde.

### Weiterer Italienzug und Kaiserkrönung
Am 18. Juli 880 schickte Papst Johannes VIII. einen Brief an Wido II. von Spoleto, in dem er um Frieden bat. Aber der Herzog ignorierte ihn und marschierte in den Kirchenstaat ein. Johannes VIII. antwortete, indem er Karl um Hilfe bat. So marschierte Karl 880 erneut nach Rom. Am 12. Februar 881 wurde er von Johannes VIII. im Petersdom in Anwesenheit seiner Gemahlin Richardis zum Kaiser gekrönt. Die vom Papst erhoffte militärische Unterstützung konnte Karl jedoch nicht leisten. Im Februar 882 berief Karl einen Reichstag in Ravenna ein. Herzog Wido II., der Kaiser und der Papst schlossen Frieden und Wido gelobte, die päpstlichen Ländereien zurückzugeben. In einem Brief an Karl im März behauptete Papst Johannes, dass die Gelübde nicht erfüllt worden seien. Karl war nicht in der Lage, die Interessen des Papstes effektiv zu schützen, wodurch sich das Papsttum zunehmend von den Karolingern entfernte. Im Frühjahr 882 kehrte Karl aus Italien ins Ostfrankenreich zurück.

### Probleme im Frankenreich
Das hing sicher auch mit der Instabilität in den Gebieten nördlich der Alpen zusammen: Im Westfrankenreich war es durch Boso von Vienne, einen Schwager des westfränkischen Königs Karl des Kahlen zur Abspaltung von Niederburgund als eigenes Königreich gekommen, was alle verbliebenen Karolinger als Bedrohung für die eigene Herrschaft ansahen. Der gemeinsame Kampf gegen Boso erzielte aber nur Teilerfolge.
In Lotharingen erhob nach wie vor Hugo, außerehelicher Sohn von König Lothar II., Ansprüche auf das Land. Hugo konnte gefangen genommen werden, wurde geblendet, dadurch regierungsunfähig und 885 in der Abtei Prüm festgesetzt.
Bereits seit Längerem und wiederholt unternahmen Wikinger (Normannen) Raubzüge in das Rhein-Maas-Gebiet. Nach seiner Rückkehr aus Italien im Frühjahr 882 hielt Karl eine Versammlung in Worms ab, um mit den Wikingern zu verhandeln. Heere aus ganz Ostfranken wurden im Sommer unter Arnolf, Herzog von Kärnten, einem außerehelichen Neffen des Kaisers, und Heinrich von Babenberg zusammengestellt. Das Hauptlager der Wikinger bei Asselt wurde belagert. Karl III. nahm Verhandlungen mit den Wikingerhäuptlingen Godfrid und Sigfred auf. Godfrid nahm das Christentum an und wurde Karls Vasall. Er wurde mit Gisela verheiratet, der Tochter König Lothar II. von Lotharingen. Aber 883 bis 884 errichteten die Wikinger ein festes Lager bei Duisburg. 885 gelang es, den Wikingerhäuptling Godfrid in einen Hinterhalt zu locken, zu ermorden und seine Truppen zu besiegen, ein militärischer Schlag, der dem Ostfrankenreich bis zum Überfall auf Trier und die Abtei Prüm 892 eine Atempause verschaffte.
Auch an der Ostgrenze gab es Probleme: Von 882 bis 884 erfasste der Wilhelminerkrieg die Marcha orientalis (Pannonien, später Ostmark). Arnolf von Kärnten schloss ein Bündnis mit dem Rebellen Engelschalk II. gegen Aribo, den von Karl III. ernannten Markgrafen der Region. Svatopluk I., Fürst des Mährerreiches, unterstützte Aribo und leistete dem Kaiser 884 in Kaumberg persönlich den Treueeid. Die Eigenmächtigkeit Arnolfs von Kärnten führte zu einem Zerwürfnis zwischen ihm und dem Kaiser.

### Die Nachfolgefrage
Karls Ehe mit Richardis blieb kinderlos, so dass die Frage der Thronfolge im Raum stand. Der einzige Sohn Karls, Bernhard, entstammte einer außerehelichen Beziehung und wurde erst 876 geboren. Auch der zweite noch lebende männliche Nachkomme aus der Linie Ludwig II. (des Deutschen) und potentieller Nachfolger, Arnolf (von Kärnten), stammte aus einer außerehelichen Verbindung, die der Bruder Karls, Karlmann, eingegangen war. Arnolf war um 850 geboren und damit erwachsen, als die politischen Auseinandersetzungen um die Nachfolge Karl III. begannen.
Ab 879 sondierte Karl III. hinsichtlich der Adoption eines westfränkischen Prinzen. Das blieb aber ohne Ergebnis.
Einige Jahre später versuchte Karl III., seinen außerehelichen Sohn Bernhard als Nachfolger zu installieren. Um das durchzusetzen, lud er Papst Hadrian III. 885 zu einer Reichsversammlung nach Worms ein, um dem Projekt den erforderlichen Nachdruck zu verleihen. Der Papst brach zu der Reise auch auf, wurde aber unterwegs, noch in Italien, in San Cesario sul Panaro, ermordet, so dass dieser Nachfolgeplan Karl III. scheiterte.
Arnulf kam als Nachfolger für Karl III. nicht in Frage, vielleicht auch ein Ausfluss von dessen Verhalten in den Auseinandersetzungen in Pannonien, wo er nicht den vom Kaiser eingesetzten Aribo, sondern dessen Gegner Engelbert II. unterstützt hatte. 887 verfolgte Karl III. das Projekt, Ludwig Bosonides zu adoptieren. Der war ein Sohn von Boso von Vienne, König von Niederburgund, und Ermengarde, einer Tochter des Karolingers Ludwig II. Auch dieses Projekt misslang.

### Reichseinigung

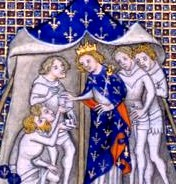
Karl III. in den Grandes Chroniques de France

Nach dem Tod des westfränkischen Königs Ludwig II. (des Stammlers) beerbten ihn seine Söhne Ludwig III. (863/865–882) und Karlmann (866–884). Die Ehe ihrer Eltern war 866 geschieden worden, was einen Schatten auf die Legitimität der Nachfolge warf. Sie ließen sich von Karl III. adoptieren, um dieses Problem aus der Welt zu schaffen. Beide starben aber recht bald: Ludwig II. bereits 882 und Karlmann am 12. Dezember 884, 18-jährig, nach einem Jagdunfall. Bei der Nachfolge wurde der den beiden Verstorbenen verwandtschaftlich nächststehende, damals 5-jährige Halbbruder und spätere König Karl (III.) übergangen, sondern die führenden Kreise des westfränkischen Reiches baten Kaiser Karl III., die Herrschaft zu übernehmen.
Es ist wahrscheinlich, dass Karl am 20. Mai 885, dem Fest Christi Himmelfahrt, in Grand in Südlothringen von Gilon, Bischof von Langres, in Gallien zum Rex gekrönt wurde. Im Juni 885 empfing Karl im Palast von Ponthion den Treueid der großen Vasallen des westfränkischen Reichs. Damit vereinigte Karl III. das Reich seines Urgroßvaters, Karl des Großen, letztmalig – abgesehen von Niederburgund, in dem Boso von Vienne als König herrschte. Es folgen zwei Reichsversammlungen in Lotharingien, 885 in Toul und 886 in Metz.

### Normanneneinfall und Belagerung von Paris
885 belagerten die Wikinger Paris. Graf Odo, später selbst König des Westfränkischen Reichs, organisierte erfolgreich die Verteidigung der Stadt und bat Karl III. um militärische Unterstützung. Ab Juli 886 führte Kaiser Karl III. einen entsprechenden Feldzug. Heinrich von Babenberg wurde mit einer Vorhut vorausgeschickt, während der Kaiser sich noch in Metz aufhielt. Während dieser Expedition geriet Heinrich in der Nähe von Quierzy am 28. August in eine Falle, wurde von seinen Männern abgeschnitten und getötet. Im Oktober 886 erschien Karl III. vor Paris und schloss mit seinen Truppen das Wikinger-Heer ein, griff aber nicht an, sondern eröffnete Verhandlungen. Er vereinbarte den Abzug gegen Geldzahlung, setzte sich damit aber in Gegensatz zu Odo, der eine militärische Entscheidung wollte.

### Ende

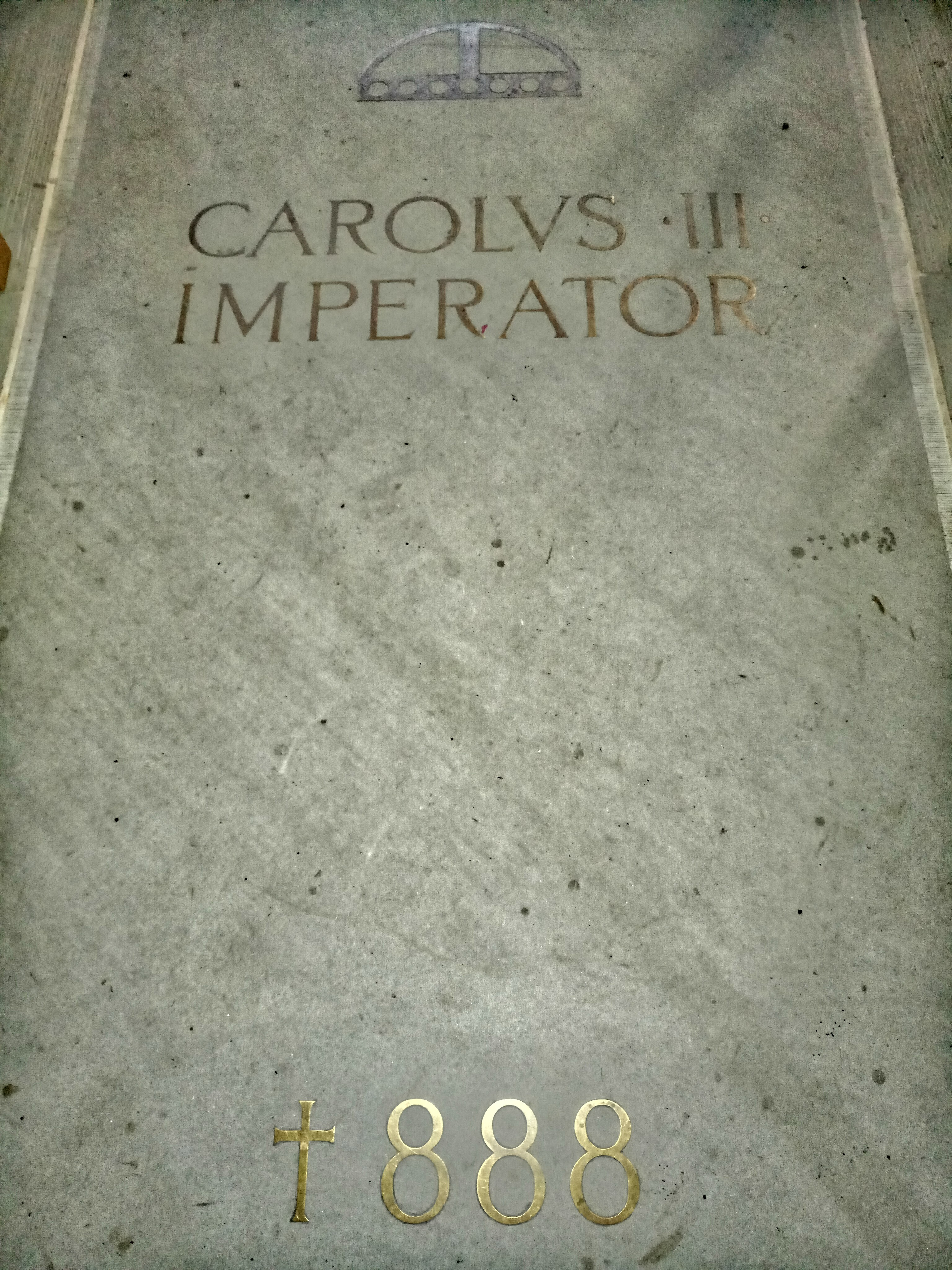
Grab im Chorbereich der Abteikirche St. Maria und Markus, Reichenau

Der gesundheitliche Zustand des Kaisers verschlechterte sich ab 887 zusehends, seine Herrschaftsstrukturen zerbröselten. Es kam zu einem Zerwürfnis zwischen Karl III. und seinem Kanzler Liutward, bis dahin sein wichtigster Berater, der im Juni 887 entmachtet wurde. Ihn ersetzte Liutbert, Erzbischof von Mainz. Liutward ging zu Arnolf von Kärnten über, spielte in dessen Umfeld aber keine politische Rolle mehr. Karls innerer Kreis begann nunmehr auseinanderzufallen. Das war zum einen Teil einer Bewegung des ostfränkischen Adels, der sich nach und nach vom König absetzte und Arnolf von Kärnten zuwandte. Der zweite Aspekt war der gegen Liutward erhobene Vorwurf des Ehebruchs mit Königin Richardis. Diese von Karl III. erhobene Beschuldigung gegen seine Frau sollte wohl dazu dienen, sie loszuwerden, um erneut heiraten und so einen legitimen Thronfolger zeugen zu können. In dem anschließenden Prozess erklärte Richardis, sie habe weder mit dem König noch mit einem anderen Mann je Geschlechtsverkehr gehabt und sei bereit, sich dafür einem Gottesurteil zu unterziehen. Damit war der Weg frei, die Ehe zwischen Karl III. und Richardis zu annullieren und dem Kaiser eine weitere Eheschließung zu ermöglichen – wozu es aber nicht mehr kam. Richardis zog sich in ihr Kloster Andlau zurück.
Im November 887 berief Karl III. eine Reichsversammlung nach Trebur ein. Der Einladung des Königs dazu folgte kaum jemand – ein Zeichen dafür, dass er kaum noch unterstützt wurde. Dafür erreichte ihn die Nachricht, dass Arnolf von Kärnten mit einem größeren Heeresaufgebot anrückte. Er begab sich daraufhin nach Frankfurt am Main. Dort stellte er am 17. November 887 die letzte von ihm erhaltene Urkunde aus. Die genauen Umstände des Machtübergangs von Karl III. auf Arnolf sind nicht bekannt, er verlief offenbar ohne gewaltsame Auseinandersetzung. Zu seiner Versorgung erhielt Karl III. einige Güter in Neudingen (Donaueschingen), seinem alemannischen Stammland. Arnolf folgte Karl III. nur im ostfränkischen Reich. Im westfränkischen Reich setzte sich als Nachfolger letztendlich Odo durch.
Kaiser Karl III. überlebte seine Absetzung nur um wenige Wochen. Er starb am 12. Januar 888 in Neudingen an der Donau und wurde im Chor der Abteikirche St. Maria und Markus des Klosters Reichenau beigesetzt.

## Bewertung
Die Nachwelt ist mit Karl III. nicht sehr freundlich umgegangen. In Zeiten, die eher auf knackige militärische Aktionen setzten als auf Verhandlungslösungen – und das gilt sowohl für die mittelalterlichen Chronisten als auch für die deutsche Nationalgeschichtsschreibung in den Zeiten von Blut und Eisen im 19. Jahrhundert – erschien die Politik von Kaiser Karl III. als zögerlich und wenig durchsetzungskräftig. So wurde ihm schon im Mittelalter der Spitzname „der Dicke“ verpasst, was wohl implizieren sollte, er sei träge gewesen. Dem widerspricht allerdings seine enorme Reisetätigkeit und Präsenz in vielen Teilen des Reiches, ebenso der Erfolg, ohne größere militärische Aktionen oder Bürgerkriege das Reich seines Urgroßvaters, Karl des Großen, noch einmal weitgehend hergestellt zu haben. Darauf weist schon Regino von Prüm hin und auch moderne Autoren schließen sich dem an.